# No One (groupe)
 (novembre 2017).
Si vous disposez d'ouvrages ou d'articles de référence ou si vous connaissez des sites web de qualité traitant du thème abordé ici, merci de compléter l'article en donnant les références utiles à sa vérifiabilité et en les liant à la section « Notes et références ».
Pour les articles homonymes, voir No One.
No One est un groupe de nu metal américain originaire de Chicago. 

## Histoire
Le chanteur Murk et le guitariste B-Larz se sont rencontrés en 1994 et forment initialement Black Talon. Avec l'arrivée du bassiste Flare et du batteur Billy K, No One est né. Leur premier et unique Album éponyme sort en juin 2001, et le groupe commence à gagner de nouveaux fans en tant que groupe d'ouverture des Slaves on Dope (en). Pendant l'été 2001, No one a également partagé l'affiche sur plusieurs dates de la tournée Ozzfest avec différent groupes populaires comme Slipknot, System of a Down, Mudvayne et American Head Charge. 
Le bassiste Flare finit par quitter le groupe, mais No One a continué à écrire de nouvelles musiques et à poster des démos sur son site web aujourd'hui disparu avant de se séparer en 2003.
À partir de 2010, le groupe joue à nouveau des spectacles.
En 2014, le guitariste du groupe, Bob Bielarz, son épouse Viengsavanh Vee Malaythong-Bielarz et son ami Jeremy Muzika, disparaissent, le vendredi 20 juin 2014, juste après 23 h, après que le bateau de Bob ait chaviré dans le Cal-Sag Channel (en), près de Palos Hills dans l'Illinois. Les corps de Vee et Jeremy ont été récupérés le 22 juin. Bielarz a été identifié le 23 juin.

## Style
Le son sombre et dur de No One a été comparé[Par qui ?] à Alice in Chains, Metallica et Pantera. L'album est produit, conçu et mixé par Johnny K, qui est surtout connu pour son travail avec Disturbed. Johnny K a également participé à faire connaitre le groupe dans l'industrie du disque. No one vient de la génération des groupes qui ont fait irruption après la renaissance du heavy metal. 

## Membres
- Murk (Rick Murawski : voix
- Billy K (Billy Kassanits) : batterie
- Flare (Mike Flaherty) : basse
- Bob (Bob Bielarz) : guitare

## Discographie
- No One, Immortal Records, 2001